# Falkenbergs landsfiskalsdistrikt
Falkenbergs landsfiskalsdistrikt var 1918-1951 ett landsfiskalsdistrikt i Hallands län, bildat när Sveriges indelning i landsfiskalsdistrikt trädde i kraft den 1 januari 1918, enligt beslut den 7 september 1917. När Sveriges nya indelning i landsfiskalsdistrikt trädde i kraft den 1 januari 1952 (enligt kungörelsen 1 juni 1951) upplöstes distriktet och dess område delades mellan landsfiskalsdistrikten Himle och Årstad.
Landsfiskalsdistriktet låg under länsstyrelsen i Hallands län.

## Ingående områden
När Sveriges nya indelning i landsfiskalsdistrikt trädde i kraft den 1 oktober 1941 (enligt kungörelsen den 28 juni 1941) tillfördes kommunerna Fagered, Källsjö, Köinge, Okome, Svartrå och Ullared från det upplösta Ullareds landsfiskalsdistrikt.

### Från 1918
Faurås härad:
- Alfshögs landskommun
- Dagsås landskommun
- Ljungby landskommun
- Morups landskommun
- Sibbarps landskommun
- Stafsinge landskommun
- Vinbergs landskommun

### Från 1 oktober 1941
Faurås härad:
- Alfshögs landskommun
- Dagsås landskommun
- Fagereds landskommun
- Källsjö landskommun
- Köinge landskommun
- Ljungby landskommun
- Morups landskommun
- Okome landskommun
- Sibbarps landskommun
- Stafsinge landskommun
- Svartrå landskommun
- Ullareds landskommun
- Vinbergs landskommun